# Noblella pygmaea
Noblella pygmaea  (лат.) — один из видов настоящих лягушек.
Данный вид был обнаружен учёными из Германии и США в 2008 году. В настоящее время является самой миниатюрной лягушкой из всех когда-либо найденных в Андах.

## Авторы описания

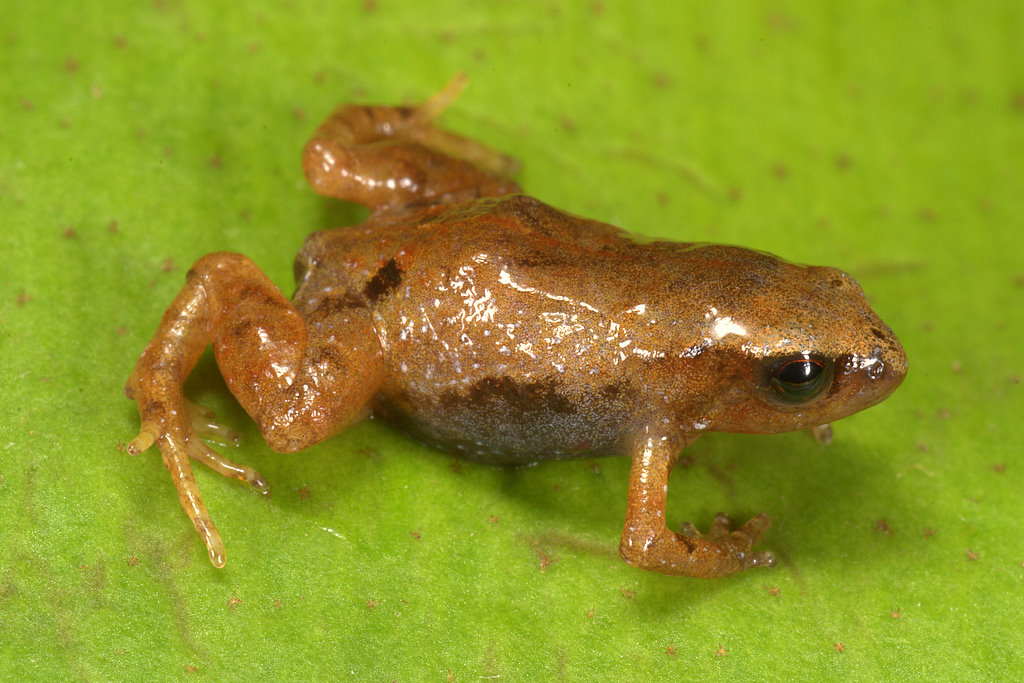

Эдгар Лер (Edgar Lehr) из музея естествознания Дрездена (Staatliche Naturhistorische Sammlungen Dresden) и швейцарско-перуанской эколог Алессандро Катенацци (Alessandro Catenazzi) из университета Калифорнии в Беркли (UC Berkeley).

## Систематика
Новый вид относится к роду Noblella Barbour, 1930. Одновременно с описанием нового вида в том же 2008 году этот род был включен в новое семейство Strabomantidae Hedges, Duellman & Heinicke, 2008

## Распространение
В естественных условиях обитает в тропических вечнозелёных лесах среди кустарников и на высокогорных лугах на юге Перу. Встречается на высоте 3025—3190 м над уровнем моря.

## Биологическое описание
Максимальный размер, которого достигают самки — 12,4 мм, самцы — 11,1 мм. Самки этого вида способны отложить только две икринки, каждая из них имеет размер около четырёх миллиметров в диаметре.
Поверхность кожи Noblella pygmaea окрашена в различные оттенки коричневого цвета.